# Lijst van voetbalinterlands Estland - Polen
Deze lijst van voetbalinterlands is een overzicht van alle officiële voetbalwedstrijden tussen de nationale teams van Estland en Polen. De landen speelden tot op heden tien keer tegen elkaar. De eerste ontmoeting, een vriendschappelijke wedstrijd, werd gespeeld in Tallinn op 25 september 1923. Het laatste duel, een kwalificatiewedstrijd voor het Europees kampioenschap voetbal 2024, vond plaats op 21 maart 2024 in Warschau.

## Wedstrijden
| №  | Plaats                  | Datum             | Competitie           | Wedstrijd       | Uitslag |
| -- | ----------------------- | ----------------- | -------------------- | --------------- | ------- |
| 1  | Tallinn                 | 25 september 1923 | Vriendschappelijk    | Estland – Polen | 1 – 4   |
| 2  | Tallinn                 | 1 september 1925  | Vriendschappelijk    | Estland – Polen | 0 – 0   |
| 3  | Warschau                | 4 juli 1926       | Vriendschappelijk    | Polen – Estland | 2 – 0   |
| 4  | Warschau                | 18 mei 2002       | Vriendschappelijk    | Polen – Estland | 1 – 0   |
| 5  | Tallinn                 | 20 augustus 2003  | Vriendschappelijk    | Estland – Polen | 1 – 2   |
| 6  | Ostrowiec Świętokrzyski | 16 november 2005  | Vriendschappelijk    | Polen – Estland | 3 – 1   |
| 7  | Jerez de la Frontera    | 3 februari 2007   | Vriendschappelijk    | Estland – Polen | 0 – 4   |
| 8  | Wronki                  | 27 februari 2008  | Vriendschappelijk    | Polen – Estland | 2 – 0   |
| 9  | Tallinn                 | 15 augustus 2012  | Vriendschappelijk    | Estland – Polen | 1 – 0   |
| 10 | Warschau                | 21 maart 2024     | EK 2024 kwalificatie | Polen – Estland | 5 – 1   |

## Samenvatting
| Competitie        | Totaal gespeeld | Winst Estland | Gelijk | Winst Polen | Doelsaldo Estland – Polen |
| ----------------- | --------------- | ------------- | ------ | ----------- | ------------------------- |
| EK-kwalificatie   | 1               | 0             | 0      | 1           | 1 − 5                     |
| Vriendschappelijk | 9               | 1             | 1      | 7           | 4 − 18                    |
| Totaal            | 10              | 1             | 1      | 8           | 5 − 23                    |

Wedstrijden bepaald door strafschoppen worden, in lijn met de FIFA, als een gelijkspel gerekend.

## Details

### Eerste ontmoeting
| Vriendschappelijk (Tallinn, Estland, 25 september 1923): |       |                                                                                              |
| Estland                                                  | 1 – 4 | Polen                                                                                        |
| Ernst-Aleksandr Joll 86'                                 | goals | 20' Mieczysław Batsch 38' Władysław Kowalski 65' Władysław Kowalski 77' Wawrzyniec Staliński |

### Tweede ontmoeting
| Vriendschappelijk (Tallinn, Estland, 1 september 1925): |       |       |
| Estland                                                 | 0 – 0 | Polen |
|                                                         | goals |       |

### Derde ontmoeting
| Vriendschappelijk (Warschau, Polen, 4 juli 1926): |       |         |
| Polen                                             | 2 – 0 | Estland |
| Józef Sobota 13' Aleksander Tupalski 68'          | goals |         |

### Vierde ontmoeting
| Vriendschappelijk (Warschau, Polen, 18 mei 2002): |       |         |
| Polen                                             | 1 – 0 | Estland |
| Maciej Żurawski 56'                               | goals |         |

### Vijfde ontmoeting
| Vriendschappelijk (Tallinn, Estland, 20 augustus 2003): |       |                                              |
| Estland                                                 | 1 – 2 | Polen                                        |
| Marek Lemsalu 90'                                       | goals | 51' Radosław Sobolewski 89' Artur Wichniarek |

### Zesde ontmoeting
| Vriendschappelijk (Ostrowiec Świętokrzyski, Polen, 16 november 2005): |       |                    |
| Polen                                                                 | 3 – 1 | Estland            |
| Mariusz Lewandowski 8' Sebastian Mila 57' Grzegorz Piechna 87'        | goals | 68' Ingemar Teever |

### Zevende ontmoeting
| Vriendschappelijk (Jerez de la Frontera, Spanje, 3 februari 2007):        |       |         |
| Polen                                                                     | 4 – 0 | Estland |
| Dariusz Dudka 25' Adam Kokoszka 32' Maciej Iwański 70' Paweł Golański 76' | goals |         |

### Achtste ontmoeting
| Vriendschappelijk (Wronki, Polen, 27 februari 2008): |       |         |
| Polen                                                | 2 – 0 | Estland |
| Radosław Matusiak 38' Tomasz Zahorski 72'            | goals |         |

### Negende ontmoeting
| Vriendschappelijk (Tallinn, Estland, 15 augustus 2012): |              | |
| Estland | 1 – 0        | Polen |
| Konstantin Vassiljev 90' | goals        | |
| Tarmo Rüütli | bondscoach   | Waldemar Fornalik |
| Sergei Pareiko Igor Morozov Tihhon Šišov Alo Bärengrub Dmitri Kruglov 57' Joel Lindpere 57' Aleksandr Dmitrijev 83' Sander Puri Martin Vunk 57' Andres Oper 46' Henrik Ojamaa 46' | opstellingen | Wojciech Szczęsny Damien Perquis Marcin Wasilewski Jakub Wawrzyniak Łukasz Piszczek Eugen Polański 84' Jakub Błaszczykowski 57' Maciej Rybus 68' Ariel Borysiuk Robert Lewandowski 46' Artur Sobiech |
| Kaimar Saag 46' Vladimir Voskoboinikov 46' Taijo Teniste 57' Konstantin Vassiljev 57' Tarmo Kink 57' Sergei Mošnikov 83'                                                          | wissels      | 46' Adrian Mierzejewski 57' Kamil Grosicki 68' Janusz Gol 84' Arkadiusz Piech |
| Sander Puri 28' Aleksandr Dmitrijev 73' Vladimir Voskoboinikov 90' | gele kaarten | 32' Damien Perquis 34' Maciej Rybus |
| - Eerste duel Polen onder leiding van bondscoach Waldemar Fornalik. - Eerste overwinning ooit van Estland op Polen.                                                               |              | |

EJL · A-internationals · Bondscoaches · Statistieken · Estisch vrouwenelftal · Olympisch elftal · Estland U21 · Estland U20 · Estland U19 · Estland U18 · Estland U17 · Estland U16
1920 – 1929 ·
1930 – 1939 ·
1940 – 1949 ·
1950 – 1990 · 
1990 – 1999 ·
2000 – 2009 ·
2010 – 2019 ·
2020 − 2029
OS 1924
1920 ·
1921 ·
1922 ·
1923 ·
1924 ·
1925 ·
1926 ·
1927 ·
1928 ·
1929 · 
1930 · 
1931 · 
1932 · 
1933 · 
1934 · 
1935 · 
1936 · 
1937 · 
1938 · 
1939 · 
1940 · 
1941 · 
1942 · 
1943 · 1944 · 
1945 · 
1946 · 
1947 · 
1948 · 
1949 · 
1950 – 1990 · 
1991 · 
1992 · 
1993 · 
1994 · 
1995 · 
1996 · 
1997 · 
1998 · 
1999 · 
2000 · 
2001 · 
2002 · 
2003 · 
2004 · 
2005 · 
2006 · 
2007 · 
2008 · 
2009 · 
2010 · 
2011 · 
2012 · 
2013 · 
2014 · 
2015 · 
2016 ·
2017 ·
2018 ·
2019 ·
2020
Albanië ·
Andorra ·
Angola ·
Antigua en Barbuda ·
Argentinië ·
Armenië ·
Azerbeidzjan ·
België ·
Bosnië-Herzegovina ·
Brazilië ·
Bulgarije ·
Canada ·
Chili ·
China ·
Cyprus ·
Denemarken ·
Duitsland ·
Ecuador ·
Egypte ·
El Salvador ·
Engeland ·
Equatoriaal-Guinea ·
Faeröer ·
Fiji ·
Filipijnen ·
Finland ·
Frankrijk ·
Georgië · 
Gibraltar ·
Griekenland ·
Hongarije ·
Hongkong ·
Ierland ·
IJsland ·
Indonesië ·
Irak ·
Israël ·
Italië ·
Jordanië ·
Kazachstan ·
Kirgizië ·
Kroatië ·
Letland ·
Libanon ·
Liechtenstein ·
Litouwen ·
Luxemburg ·
Malta ·
Marokko ·
Mexico ·
Moldavië ·
Montenegro ·
Nederland ·
Nieuw-Caledonië ·
Nieuw-Zeeland ·
Noord-Ierland ·
Noord-Macedonië ·
Noorwegen ·
Oekraïne ·
Oezbekistan ·
Oman ·
Oostenrijk ·
Polen ·
Portugal ·
Qatar ·
Roemenië ·
Rusland ·
Saint Kitts en Nevis ·
San Marino ·
Saoedi-Arabië ·
Schotland ·
Servië ·
Slovenië ·
Slowakije · 
Spanje ·
Tadzjikistan ·
Thailand ·
Trinidad en Tobago ·
Tsjechië ·
Turkije ·
Turkmenistan ·
Uruguay ·
Vanuatu ·
Venezuela ·
Verenigde Arabische Emiraten ·
Verenigde Staten ·
Vietnam ·
Wales ·
Wit-Rusland ·
Zweden ·
Zwitserland
Poolse voetbalbond · A-internationals · Selecties · Statistieken · Pools vrouwenelftal · Olympisch elftal · Polen U21 · Polen U20 · Polen U19 · Polen U18 · Polen U17 · Polen U16
1921 – 1929 ·
1930 – 1939 ·
1940 – 1949 ·
1950 – 1959 ·
1960 – 1969 ·
1970 – 1979 ·
1980 – 1989 ·
1990 – 1999 ·
2000 – 2009 ·
2010 – 2019 ·
2020 – 2029
EK 2008 · 
EK 2012 · 
EK 2016 · 
EK 2020
WK 1938 ·
WK 1974 ·
WK 1978 ·
WK 1982 ·
WK 1986 ·
WK 2002 ·
WK 2006 ·
WK 2018
OS 1924 ·
OS 1936 ·
OS 1972 ·
OS 1976 ·
OS 1992
1921 · 
1922 · 
1923 · 
1924 · 
1925 · 
1926 · 
1927 · 
1928 · 
1929 · 
1930 · 
1931 · 
1932 · 
1933 · 
1934 · 
1935 · 
1936 · 
1937 · 
1938 · 
1939 · 
1940–1946 · 
1947 · 
1948 · 
1949 · 
1950 · 
1951 · 
1952 · 
1953 · 
1954 · 
1955 · 
1956 · 
1957 · 
1958 · 
1959 · 
1960 · 
1961 · 
1962 · 
1963 · 
1964 · 
1965 · 
1966 · 
1967 · 
1968 · 
1969 · 
1970 · 
1971 · 
1972 · 
1973 · 
1974 · 
1975 · 
1976 · 
1977 · 
1978 · 
1979 · 
1980 · 
1981 · 
1982 · 
1983 · 
1984 · 
1985 · 
1986 · 
1987 · 
1988 · 
1989 · 
1990 · 
1991 · 
1992 · 
1993 · 
1994 · 
1995 · 
1996 · 
1997 · 
1998 · 
1999 · 
2000 · 
2001 · 
2002 · 
2003 · 
2004 · 
2005 · 
2006 · 
2007 · 
2008 · 
2009 · 
2010 · 
2011 · 
2012 · 
2013 · 
2014 ·
2015 ·
2016 ·
2017 ·
2018 ·
2019 ·
2020 ·
2021
Albanië ·
Algerije ·
Andorra ·
Argentinië ·
Armenië ·
Australië ·
Azerbeidzjan ·
België ·
Bolivia ·
Bosnië en Herzegovina ·
Brazilië ·
Bulgarije ·
Canada ·
Chili ·
China ·
Colombia ·
Costa Rica ·
Cyprus ·
DDR ·
Denemarken ·
Duitsland ·
Ecuador ·
Egypte ·
Engeland ·
Estland ·
Faeröer · 
Finland ·
Frankrijk ·
Georgië ·
Gibraltar ·
Griekenland ·
Guatemala ·
Haïti ·
Hongarije ·
Ierland ·
India ·
Irak ·
Iran ·
Israël ·
Italië ·
Ivoorkust ·
IJsland ·
Japan ·
Joegoslavië ·
Kameroen ·
Kazachstan ·
Koeweit ·
Kroatië ·
Letland ·
Libië ·
Liechtenstein ·
Litouwen ·
Luxemburg ·
Marokko ·
Malta ·
Mexico ·
Moldavië ·
Montenegro ·
Nederland ·
Nieuw-Zeeland ·
Nigeria ·
Noord-Ierland ·
Noord-Korea ·
Noord-Macedonië ·
Noorwegen ·
Oekraïne ·
Oostenrijk ·
Peru ·
Portugal ·
Roemenië ·
Rusland ·
San Marino ·
Saoedi-Arabië · 
Schotland ·
Senegal ·
Servië ·
Servië en Montenegro · 
Singapore ·
Slovenië ·
Slowakije ·
Sovjet-Unie ·
Spanje ·
Thailand · 
Tsjechië ·
Tsjecho-Slowakije ·
Tunesië ·
Turkije ·
Uruguay ·
Verenigde Arabische Emiraten ·
Verenigde Staten ·
Wales ·
Wit-Rusland ·
Zuid-Afrika ·
Zuid-Korea ·
Zweden ·
Zwitserland
België (1982) ·
Colombia (2018) ·
Costa Rica (2006) ·
Duitsland (2006) ·
Duitsland (2008) ·
Duitsland (2016) ·
Ecuador (2006) ·
Frankrijk (1982) ·
Frankrijk (2022) ·
Griekenland (2012) ·
Italië (1982, 1) ·
Italië (1982, 2) ·
Japan (2018) ·
Kameroen (1982) ·
Kroatië (2008) ·
Noord-Ierland (2016) ·
Oostenrijk (2008) ·
Peru (1982) ·
Rusland (2012) ·
Senegal (2018) ·
Slowakije (2021) ·
Sovjet-Unie (1982) ·
Spanje (2021) ·
Tsjechië (2012) ·
Zweden (2021)